# Appendicula luzonensis
Appendicula luzonensis är en orkidéart som först beskrevs av Oakes Ames, och fick sitt nu gällande namn av Oakes Ames. Appendicula luzonensis ingår i släktet Appendicula och familjen orkidéer. Inga underarter finns listade i Catalogue of Life.